# Cucupan
Cucupan is een bestuurslaag in het regentschap Kaur van de provincie Bengkulu, Indonesië. Cucupan telt 289 inwoners (volkstelling 2010).